# ƛ
Lambda con barra  (mayúscula: Ƛ, minúscula: ƛ) es una letra adicional del alfabeto latino que se usa en el alfabeto fonético americanista y también adaptada a la escritura del idioma heilchuco para indicar el sonido (tɬʰ). Como otras letras de la escritura de este idioma, puede llevar una coma diacrítica superior (ƛ̓). Consiste de la letra lambda latina con una barra inscrita. 

## Unicode
La lambda con barra minúscula se representa con el carácter Unicode U+019B del bloque "latín extendido B". El carácter en mayúscula fue introducido mucho después en el bloque "latín extendido D"  con el punto de código U+A7DC.
| Carácter      | Ƛ                                       | Ƛ                                       | ƛ                                     | ƛ                                     |
| ------------- | --------------------------------------- | --------------------------------------- | ------------------------------------- | ------------------------------------- |
| Unicode       | LATIN CAPITAL LETTER LAMBDA WITH STROKE | LATIN CAPITAL LETTER LAMBDA WITH STROKE | LATIN SMALL LETTER LAMBDA WITH STROKE | LATIN SMALL LETTER LAMBDA WITH STROKE |
| Codificación  | decimal                                 | hex                                     | decimal                               | hex                                   |
| Unicode       | 42972                                   | U+A7DC                                  | 411                                   | U+019B                                |
| UTF-8         | 234 159 156                             | EA 9F 9C                                | 198 155                               | C6 9B                                 |
| Ref. numérica | &#42972;                                | &#xA7DC;                                | &#411;                                | &#x19B;                               |